# ラトン一家の冒険
『ラトン一家の冒険』（ラトンいっかのぼうけん、原題 仏: La Famille Raton ）は、1891年に刊行されたジュール・ヴェルヌの幻想小説。

## 概要
下等生物から人間への輪廻転生を扱った作品で、『フィガロ・イリュストレ』誌に掲載され、短篇集『昨日と明日』に収録された。チャールズ・ダーウィンらによる進化論が背景にある。

## あらすじ
ねずみのラタンたちは、妖精のフィルマンタによって人間に進化させられる。

## 登場人物
- ラタン (Ratin) - この物語の主人公。ラティーヌと恋仲。
- ラトン (Raton) - ラタンの父、ラトポリス市のチーズの家に住む。
- ラトンヌ (Ratonne) - ラタンの母。
- ラティーヌ (Ratine) - ひとり娘。
- ラテ (Raté) - 従弟。
- ラタ (Rata) - 召使い。
- ラターヌ (Ratane) - 女中。
- フィルマンタ (Firmenta) - 輪廻の法則に従い生物を一段階進化させることのできる妖精。
- キサドール公 (Prince Kissador) - 領主で人に進化したラティーヌとの結婚を企む。
- ガルダフール (Gardafour) - 逆に生物を一段階退化させる魔法使い。

## 日本語訳
- 「ラトン一家の冒険」古屋健三（訳）、集英社、1969年 - 『ドクター・オクス』に収録。